# Susana da Silva
Susana Manuela Ribeiro Dias da Silva é uma socióloga, investigadora no Centro em Rede de Investigação em Antropologia e professora na Universidade do Minho. Licenciou-se em 1998 na Universidade do Minho em sociologia das organizações onde também tirou mestrado em sociologia da cultura e modos de vida em 2001. Em 2008 concluiu o doutoramento em Sociologia na Universidade do Porto. 
Os seus primeiros trabalhos exploram como o avanço das tecnologias na área da medicina, em especial no que toca à reprodução medicamente assistida, como deve ser regulado e comunicado ao público bem como os significados e percepções que cada um dos partidos envolvidos tanto no processo como na sua regulação têm acerca do assunto.
Continuou ao longo da sua carreira a interessar-se pelas políticas de saúde centradas nas pessoas e cuidados integrados em ambientes sociotécnicos, com foco em: disposição para doar gâmetas e embriões para pesquisa e para reprodução, conhecimento parental e necessidades em unidades de cuidados intensivos neonatais e envolvimento público na governança da saúde, sendo autora de inúmeros artigos acerca deste tema.
Atualmente encontra-se envolvida num projeto conjunto com várias universidades portuguesas acerca dos impactos da inteligência artificial neste mesmo campo através do Centro em Rede de Investigação em Antropologia.

## Publicações notáveis

#### Médicos, juristas e “leigos”: um estudo das representações sociais sobre a reprodução medicamente assistida[3]
Susana da Silva discute na sua dissertação de doutoramento a necessidade de legalização e controlo das novas formas de atuação no campo das tecnologias de reprodução assistida, devido às percepçoões dos riscos e incertezas associados, tanto para a sociedade quanto para o indivíduo. O texto também aborda a compreensão das implicações sociais das tecnologias de reprodução assistida, reconhecendo a complexidade e incerteza desses processos.  

#### Paternidade de bebés muito prematuros e stresse em Unidades de Cuidados Intensivos Neonatais.[4]
Esta publicação teve como objetivo identificar fontes de stress para mães e pais de bebés muito prematuros (menos de 32 semanas) hospitalizados na unidade de cuidados intensivos neonatal e a sua associação com características sociodemográficas, obstétricas e do bebé.